# Římskokatolická farnost Hojná Voda
Římskokatolická farnost Hojná Voda je územním společenstvím římských katolíků v rámci vikariátu České Budějovice - venkov českobudějovické diecéze.

## O farnosti

### Historie
V roce 1553 byla v Hojné Vodě postavena kaple, která byla později přestavěna na kostel. V roce 1708 vznikla podvojná farnost Hojná Voda-Dobrá Voda. V roce 1855 byla rozdělena do dvou samostatných farností, Hojná Voda a Dobrá Voda. Farní kostel sv. Anny na Hojné Vodě byl v roce 1963 zbořen a místní duchovní správa de facto zanikla. Administrativně však farnost zůstala existovat a později byla ex currendo přičleněna k Novým Hradům.

### Současnost
Farnost je administrována ex currendo z Nových Hradů.
| Kostel          | Místo      | Bohoslužba    | Bohoslužba    | Poznámka             |
| --------------- | ---------- | ------------- | ------------- | -------------------- |
| Kostel sv. Anny | Hojná Voda | nelze sloužit | nelze sloužit | zbořený farní kostel |